# Chiesa di San Giorgio Martire (Gazzada Schianno)
La chiesa di San Giorgio Martire è la parrocchiale di Schianno, frazione del comune sparso di Gazzada Schianno, in provincia di Varese e arcidiocesi di Milano; fa parte del decanato di Azzate.

## Storia
Nei resoconti delle visite pastorali eseguite a partire dal XVI secolo la chiesa di San Giorgio di Schianno risultava compresa nella pieve di Varese.
Con l'aumento degli abitanti del paese, nel 1612 la Curia arcivescovile dispose l'ampliamento della chiesa; nel 1637, tuttavia, il campanile non risultava ancora edificato.
Dalla relazione della visita pastorale del 1755 dell'arcivescovo Giuseppe Pozzobonelli si apprende che il numero dei fedeli era pari a 346 e che la parrocchiale, in cui aveva sede la confraternita del Santissimo Sacramento, aveva come filiali gli oratori di San Martino e dei Santi Cosma e Damiano.
L'arcivescovo Andrea Carlo Ferrari, durante la sua prima visita, annotò che nella parrocchiale, che aveva alle sue dipendenze i due oratori dei Santi Cosma e Damiano e del Santissimo Redentore, era costituita la confraternita del Santissimo Sacramento.
Nel 1997, in occasione dell'adeguamento liturgico secondo i dettami postconciliari, la chiesa venne dotata dell'ambone e dell'altare rivolto verso l'assemblea.

## Descrizione

### Esterno
La facciata a capanna della chiesa, rivolta a nordovest, presenta centralmente il portale d'ingresso timpanato, sovrastato da una finestra a lunetta, ed è scandita da lesene e semicolonne ioniche poggianti su alti basamenti e sorreggenti la trabeazione, con la scritta "DOMUS MEA DOMUS ORATIONIS VOCABITUR", e il frontone di forma triangolare.
Annesso alla parrocchiale è il campanile a pianta quadrata, suddiviso in più registri da cornici marcapiano; la cella presenta su ogni lato una monofora affiancata da lesene ed è coronata dalla cupola in rame poggiante sul tamburo a base ottagonale.

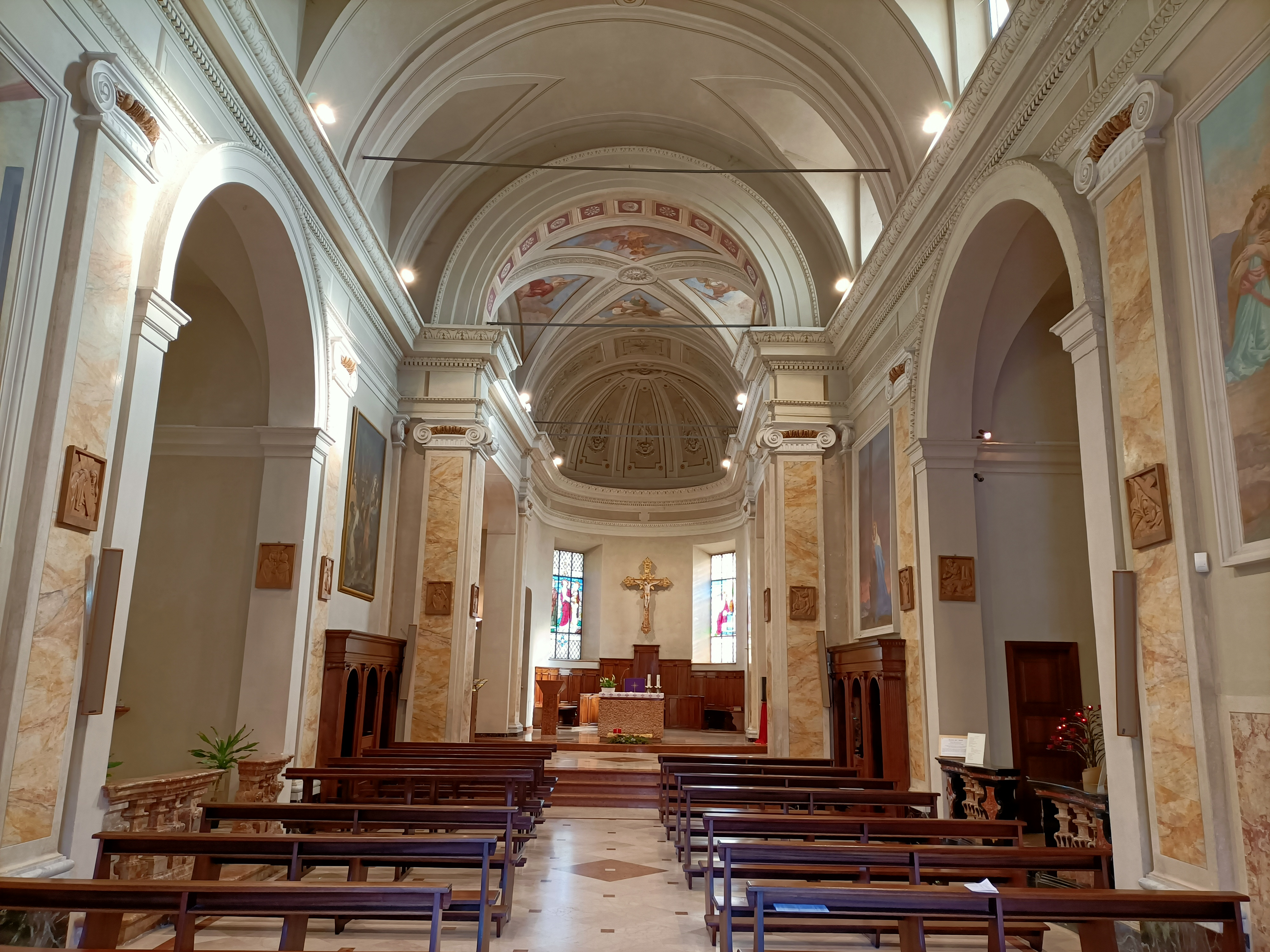
L'interno

### Interno
L'interno dell'edificio si compone di un'unica navata, sulla quale si affacciano i bracci del transetto e le cappelle laterali, introdotti da archi a tutto sesto, e le cui pareti sono scandite da lesene sorreggenti la trabeazione modanata e aggettante sopra la quale si imposta la volta a botte; al termine dell'aula si sviluppa il presbiterio, rialzato di alcuni gradini e chiuso dall'abside di forma semicircolare.
Qui sono conservate diverse opere di pregio, tra cui i due dipinti raffiguranti rispettivamente San Giorgio e la Madonna Addolorata ai piedi della Croce e il quadro con soggetto la Madonna col Bambino.